# Saroba cinctipalpis
Saroba cinctipalpis là một loài bướm đêm trong họ Noctuidae.